# Remei Varo i Uranga
Remei Varo i Uranga, també coneguda com a Remedios Varo Uranga (Anglès, la Selva, 16 de desembre de 1908 - Ciutat de Mèxic, 8 d'octubre de 1963) va ser una pintora surrealista establerta a Mèxic d'origen català.

## Biografia
María de los Remedios Alicia Rodriga Varo y Uranga.Vivia al carrer Major 13, en ple barri antic i més endavant la família es trasllada al número 9 de l'actual carrer de la Indústria, La família vivia a Anglès a causa del treball de son pare, enginyer hidràulic. Rodrigo Varo, d'origen andalús, era un lliurepensador mentre que la mare, Ignacia, d'origen basc, era catòlica. El pare de Remedios participava activament en la societat anglesenca, essent un dels fundadors de la cooperativa anglesenca de signe esperantista "Libera Popolo".
Aviat la família es desplaçà a Algesires, Larraix (el Marroc) i finalment Madrid, on s'establiren definitivament el 1924.
Es formà artísticament a l'Escola d'Arts i Oficis i a l'Escola de Belles Arts Academia de San Fernando de Madrid. Era una jove amatent a tota mena de coneixement. Les seves aptituds artístiques es palesaren ja en els primers dibuixos. A l'Escola de Belles Arts feu moltes amistats: Maruja Mallo, Delhy Tejero, Francis Bartolozzi... Acabats els estudis, se n'anà a París i es matriculà a l'acadèmia de La Grande Chaumière. El 1930 exposà per primera vegada una desena d'obres «molt surrealistes», segons el pintor Florit.
El 1930 es casà amb Gerardo Lizarraga, company d'estudis de Belles Arts i anarquista convençut, perquè el matrimoni li permetia llibertat. El 1932, després de dos anys a París, Remedios es traslladà a Barcelona, on l'artista, dedicada a la publicitat, seguia l'estil de l'art déco. A Barcelona, entrà en contacte amb els surrealistes catalans i francesos. Freqüentà les associacions artístiques d'avantguarda com ADLAN (Amics de l'Art Nou) i participà en l'Exposició Logicofobista de 1936 a Barcelona, de la qual també formaren part les pintores Nadia Sokalova i Maruja Mallo. Des de molt aviat s'interessà pel surrealisme.
Va conèixer el pintor Esteban Francés, que la va introduir al cercle surrealista d'André Breton. El 1936 conegué el poeta surrealista trotskista Benjamin Péret, arribat a Barcelona amb les primeres Brigades Internacionals; amb ell i Esteban Francés se n'anà a París, on conegué Leonora Carrington, amb qui mantindria una pregona amistat a Mèxic, i les teories orientalistes de Georges Gurdjieff, que l'acompanyarien sempre. En aquests anys provà la tècnica del fumage i s'atansà a l'obra de Víctor Brauer; foren anys de recerca d'estil.
El 1940, ocupat París pels nazis, Remedios Varo s'establí al sud de França. A Marsella embarcà amb Benjamin Péret cap a Algèria, i de Casablanca partiren en vaixell a Mèxic, on arribaren el gener de 1942. A Mèxic DF es trobà amb els amics mexicans i europeus immigrants al cafè Tupinamba i a la casa de Gabino Barreda. Amb Leonora Carrington molt aviat encetà una forta relació: les dues artistes col·laboraren literàriament i artísticament i compatien somnis i vivències. Foren uns anys difícils en què hagué de treballar arreu.
L'any 1947 fou un any determinant: trencament amb Péret, decantació artística vers una figuració més personal i nova relació amb Jean Nicolle. Durant 1947 i 1948 visqueren junts a Veneçuela, on el seu germà treballava per al Ministeri de Salut Pública (epidemiologia). Remedios Varo començà a fer dibuixos d'insectes per als estudiants. La minuciositat d'aquest treball influiria en la seva obra posterior pel detallisme i l'ús de complicats aparells científics.
De tornada a Mèxic, començà a dedicar-se intensament a la pintura. Formà nova parella amb Walter Gruen, que seria el seu darrer marit. Ell l'animà perquè deixés la publicitat i es dediqués íntegrament a la pintura. Durant els anys 50 conegué l'èxit. A Mèxic l'artista consolidà el seu estil peculiar que reflecteix un món harmoniós i rebutja tot el que és morbós i violent. En les seves obres creà un món propi de personatges irònicament metafòrics, el rostre dels quals tenen una semblança al seu. El 1957 viatjà a Europa i es retrobà, per última vegada, a Hendaya, amb la seva mare.
Aquesta artista, interessada en les ciències ocultes i la bruixeria, en els beuratges màgics i les plantes al·lucinògenes, mística seguidora de teories orientalistes, palesà en les seves obres aquestes referències esmentades. El 8 d'octubre de 1963 morí sobtadament i es parlà de suïcidi. Molt aviat s'organitzaren exposicions retrospectives: 1964, 1971, 1983 i 2000.
Les influències de les seves obres ens remeten a El Bosco, El Greco, Goya i Leonora Carrington. Iconogràficament, les dones esdevenen protagonistes, representades com uns éssers fantàstics i sorprenents per la seva individualitat, serenor i saviesa: dones independents, segures de si i, de vegades, iròniques.

## La seva obra
L'obra de la pintora és vasta i complexa. Té un estil característic i fàcilment reconeixible. A la seva obra apareixen ben sovint figures humanes estilitzades fent tasques simbòliques i, alhora, elements onírics i arquetípics. Les seves pintures traspuen una atmosfera de misticisme, però plasmat en les figures representatives del món secular modern. També demostra un marcat interès per la iconografia científica, i per això les seves obres apareixen sovint en la literatura de divulgació científica.
Se l'ha inclòs al grup anomenat de la Generació del 27, que es caracteritzà per la independència i pel protagonisme aconseguit per dones a les arts plàstiques, i en el qual també s’hi inclouen Soledad Martínez, Maruja Mallo i Ángeles Santos.

## Polèmica sobre l'herència
L'any 2000, Walter Gruen va donar la seua col·lecció d'obres de Remedios Varo al Museu d'Art Modern de Mèxic. La majoria d'aquestes obres van ser legalment comprades a col·leccionistes privats que, al seu torn, les havien adquirit legalment en galeries, i van ser declarades Monument artístic mexicà el 26 de desembre del 2001.
Per mitjà d'un estrany moviment judicial, avalat per les jutgesses María Margarita Gallegos López i Rebeca Pujol Rosas, en aquest mateix any l'espanyola Beatriz María Varo Jiménez, neboda i també pintora, va ser declarada pel Jutjat Tretzè del Familiar de la Ciutat de Mèxic única i universal marmessora de la successió de béns de la seua tia Remedios Varo, i va intentar quedar-se amb aquesta col·lecció.
Al març del 2005 l'Institut Nacional de Belles Arts va apel·lar-ne el dictamen, el qual es va suspendre temporalment fins que instàncies judicials més competents revisen l'estrany cas.
El problema es complica perquè, en vida, la pintora va vendre o va regalar la majoria de les seues obres, adduint que el que més li importava era el procés creatiu, no les obres en si. Per tant, hi ha dubtes sobre la consideració d'aquestes obres regalades com a part de la seua herència.

## Anglès:Ruta Remedios Varo
L'Ajuntament d'Anglès, on va néixer Remei Varo, va dissenyar el 2011 la "Ruta Remedios Varo i Anglès", amb textos d'Emili Rams i disseny de les plaques d'Isidre Serra, senyalitzant adequadament amb plaques explicatives, que posen en relació la vida i l'obra de la pintora amb el poble d'Anglès.
En paraules de l'arxiver municipal Emili Rams i del periodista Pau Lanau, comisaris de l'exposició que va tenir lloc a Anglès del 21 de desembre de 2009 al 28 de febrer de 2010 i recollides a l'obra "L'Anglès de Remedios Varo" s'assenyalen les semblances de la seva obra amb l'entorn d'Anglès.

## Treballs representatius
- 1932-1935 Accidentalitat de dona[10]
- 1935 El Tejido de los Sueños
- 1942 Gruta Mágica
- 1947 Paludismo (Libélula)
- 1947 El Hombre de la Guadaña (Muerte en el Mercado)
- 1947 La Batalla
- 1947 Insomnia
- 1947 Amibiasis o los Vegetales
- 1955 Ciencia inútil o el Alquimista
- 1955 La Revelación o el Relojero
- 1955 Trasmundo
- 1955 El Flautista
- 1955 El Paraíso de los Gatos
- 1956 Au bonheur des dames
- 1957 Creación de las aves
- 1957 Tailleur pour dames
- 1957 Caminos tortuosos
- 1957 Reflejo lunar
- 1957 El Gato Helecho
- 1958 Papilla estelar
- 1959 Exploración de las fuentes del río Orinoco
- 1959 Catedral Vegetal
- 1959 Encuentro
- 1960 Mujer saliendo del psicoanalista
- 1960 Visita al cirujano plástico
- 1960 Hacia la torre
- 1961 Vampiro
- 1961 Tejiendo el manto terrestre
- 1962 Vampiros vegetarianos
- 1962 Fenómeno de ingravidez
- 1962 Tránsito espiral
- 1963 Naturaleza muerta resucitando

## Exposicions individuals
- Remedios Varo. Arte y Literatura. Terol, Museo de Teruel, 25/10/1991[11]
- Remei Varo: art i literatura. Girona, Sala d'Exposicions de la Casa de Cultura "Tomàs de Lorenzana", 15/1/1992[12]
- Premi Donart-93 «El món dels somnis». Barcelona, Centre Cívic de la Casa Elizalde, 15/3/1993[13]